# 圣日耳曼当叙尔
圣日耳曼当叙尔（法語：Saint-Germain-d'Anxure）是法国马耶讷省的一个市镇，属于马耶讷区（Mayenne）马耶讷西县（Mayenne-Ouest）。该市镇总面积10.35平方公里，2009年时的人口为313人。

## 人口
圣日耳曼当叙尔人口变化图示